# Northbridge
Northbridge er en en del af et chipset, der bruges i computere.

## Beskrivelse
Et normalt chipsæt til computere består i dag gerne af en chip (northbridgen). Før i tiden (også stadig lidt i dag) brugte man to chips. Den anden i dette sæt blev kaldt en southbridge. Både northbridgen og southbridgen består af diverse forbindelser, som samles og sendes rundt i hardwaren derfra. (F.eks. RAM, PCI-portene og SATA-portene).

## Placering
Northbridgen sidder normalt midt på et bundkort med en køler, som enten består af kobber eller aluminium. på nogle bundkort er dens køler også forbundet med køleren til effekt MOSFET.